# Jyckebergare i stan
Jyckebergare i stan gavs ut för första gången 1982, och är del två i barnboksserien om Jyckeberga av den finska författaren Mauri Kunnas. Bokserien handlar om livet på en bondgård, så som det var förr i tiden.